# Notre-Dame-de-Grâce
Notre-Dame-de-Grâce (Inglese: Our Lady of Grace), o come acronimo: NDG, è un quartiere residenziale di Montréal, in Canada situato nell'area ovest della città.
Fu una municipalità indipendente finché non venne annessa alla città nel 1913.

## Educazione

### Scuole elementari

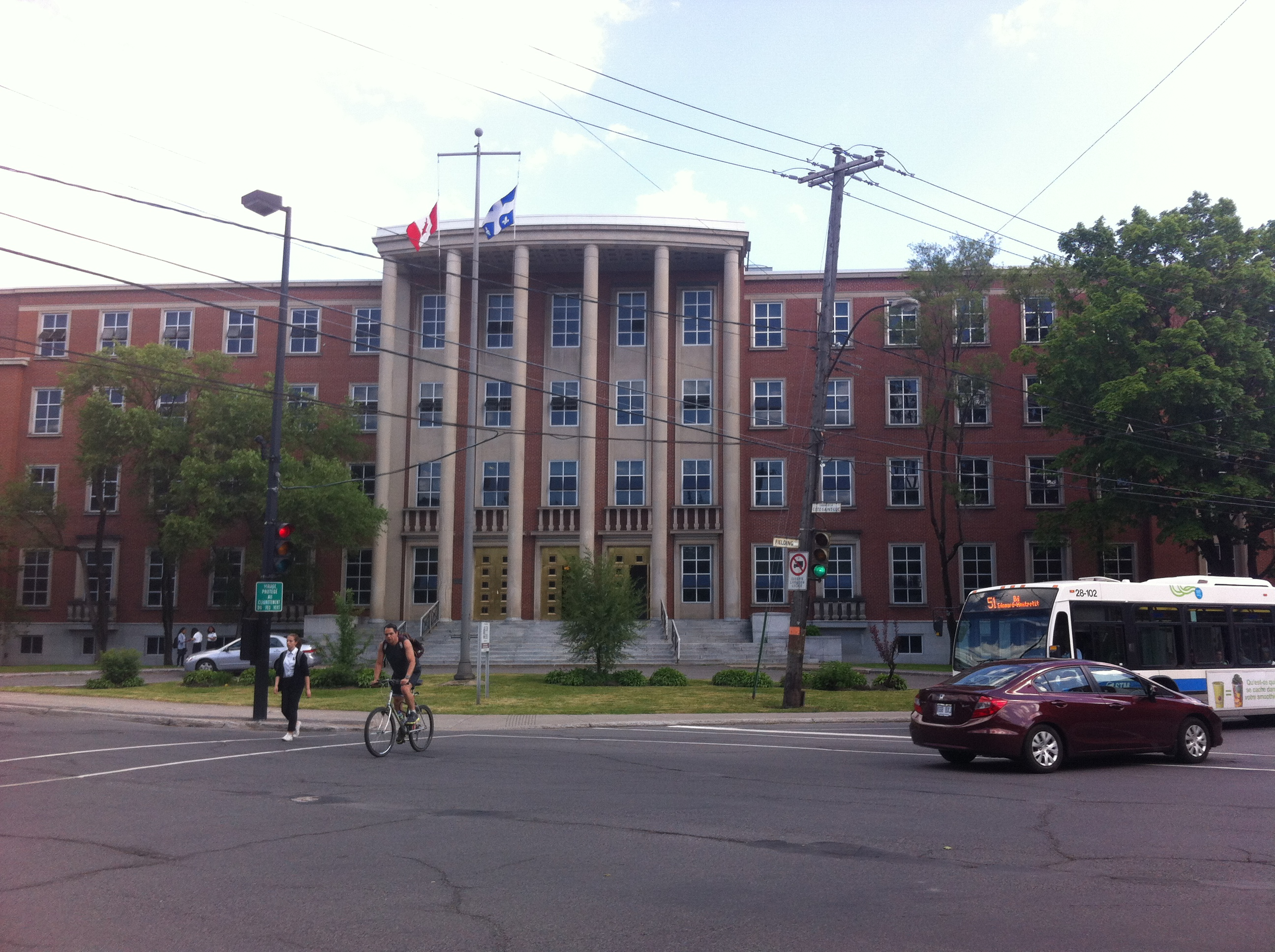
L'edificio amministrativo della English Montreal School Board in NDG.

Scuole francesi (CSDM)
- École Marc-Favreau[1]
- L'Étoile Filante
- École Notre-Dame-de-Grâce
- École Anne-Hébert[2]

Scuole inglesi
- Royal Vale
- Willingdon School
- Herbert Symonds
- St. Monica School
- École Rudolph-Steiner de Montreal

### Scuole superiori
Private
- Centennial Academy
- Lower Canada College
- Loyola High School
- Villa Maria
- Kells Academy

Pubbliche
- Marymount Academy
- Royal Vale School (K-11)
- Westhill High School (chiusa nel 1992)
- Royal West Academy
- Ecole Saint-Luc

### Università
- Concordia University (Campus Loyola)